# Saint-Justin (Landy)
Saint-Justin – miejscowość i gmina we Francji, w regionie Nowa Akwitania, w departamencie Landy.
Według danych na rok 1990 gminę zamieszkiwało 917 osób, a gęstość zaludnienia wynosiła 14 osób/km² (wśród 2290 gmin Akwitanii Saint-Justin plasuje się na 461. miejscu pod względem liczby ludności, natomiast pod względem powierzchni na miejscu 80.).